# Municipio de Shrewsbury (condado de Sullivan)
El municipio de Shrewsbury (en inglés: Shrewsbury Township) es un municipio ubicado en el condado de Sullivan en el estado estadounidense de Pensilvania. En el año 2000 tenía una población de 328 habitantes y una densidad poblacional de 2 personas por km².

## Geografía
El municipio de Shrewsbury se encuentra ubicado en las coordenadas 41°24′00″N 76°37′59″O / 41.40000, -76.63306.

## Demografía
Según la Oficina del Censo en 2000 los ingresos medios por hogar en la localidad eran de $31,750 y los ingresos medios por familia eran $40,625. Los hombres tenían unos ingresos medios de $22,917 frente a los $24,250 para las mujeres. La renta per cápita para la localidad era de $18,640. Alrededor del 7,5% de la población estaban por debajo del umbral de pobreza.